# Francesco Arese Lucini (senatore)
Francesco Benedetto Arese Lucini, VII conte di Barlassina (Milano, 14 agosto 1805 – Firenze, 25 maggio 1881), è stato un nobile e politico italiano, senatore e cavaliere dell'Ordine Supremo della Santissima Annunziata, figlio di Antonietta Fagnani Arese e nipote di Francesco Teodoro Arese Lucini.

## Biografia
Nato in un'antica famiglia milanese, che fin dal XV secolo possedeva i feudi di Barlassina e Pieve di Seveso, era figlio di Marco Arese Lucini, VI conte di Barlassina, e di sua moglie Antonietta Fagnani, la celebre "amica risanata" cantata da Ugo Foscolo. 
Intraprese la carriera politica ma, dopo essersi compromesso nei moti del 1831, partì in esilio per la Svizzera, dove conobbe un altro fuoriuscito da tali moti, Luigi Napoleone Bonaparte, futuro Napoleone III, col quale strinse una duratura amicizia.
Nel 1832 fu volontario nella Legione straniera a servizio della Francia nella campagna di conquista dell'Algeria.
Nel 1837 intraprese un avventuroso viaggio nel Far West americano. Le sue note di viaggio sono raccolte nel libro "Da New York al selvaggio West nel 1837" edito da Sellerio.
Dopo l'amnistia del 1838 tornò a Milano e nel 1848 si recò in Piemonte per invocare l'aiuto di Carlo Alberto di Savoia agli insorti della sua città. In fuga dagli austriaci riparò a Genova, dove divenne deputato del Parlamento subalpino. Compì missioni diplomatiche presso l'amico Napoleone III.
Nel 1859 gli fu offerto un ministero ma rinunciò. Fu poi tra coloro che negoziarono la cessione di Nizza e della Savoia alla Francia. Di lui resta un importante carteggio politico. Con lo spostamento della capitale da Torino a Firenze si stabilì nella città toscana, a palazzo Calcagnini. Qui trascorse anche la vecchiaia e morì nel 1881.

## Araldica
| Stemma | Descrizione                                            | Blasonatura |
|        | Francesco Arese Lucini Conte di Barlassina (1852-1881) | Inquartato: al 1º e 4º: troncato: a) di rosso all'aquila coronata di nero; b) d'argento al volo di nero abbassato; al 2º e 3º troncato: a) di oro, all'aquila coronata di nero; b) di rosso a tre lucci d'argento, uno sull'altro. Corona da conte. |

## Albero genealogico
|                                                |                                               |                                             | Genitori                                      |  |  | Nonni |  |  | Bisnonni                           |  |  | Trisnonni                               |  |
|                                                |                                               |                                             |                                               |  |  |       |  |  | Marco Arese IV conte di Barlassina |  |  | Benedetto Arese III conte di Barlassina |  |
|                                                |                                               |                                             |                                               |  |  |       |  |  | Marco Arese IV conte di Barlassina |  |  | Benedetto Arese III conte di Barlassina |  |
|                                                |                                               | Isabella Marliani                           |                                               |  |  |       |  |  | Marco Arese IV conte di Barlassina |  |  |                                         |  |
| Benedetto Arese Lucini V conte di Barlassina   |                                               |                                             |                                               |  |  |       |  |  | Marco Arese IV conte di Barlassina |  |  |                                         |  |
|                                                |                                               | Giulia Lucini                               | Giulio Antonio Lucini III marchese di Besate  |  |  |       |  |  |                                    |  |  |                                         |  |
|                                                |                                               | Giulia Lucini                               | Giulio Antonio Lucini III marchese di Besate  |  |  |       |  |  |                                    |  |  |                                         |  |
|                                                |                                               | Giulia Lucini                               | Teresa Archinto                               |  |  |       |  |  |                                    |  |  |                                         |  |
| Marco Arese Lucini VI conte di Barlassina      |                                               | Giulia Lucini                               |                                               |  |  |       |  |  |                                    |  |  |                                         |  |
|                                                |                                               | Giovanni Pietro Lucini                      | Giulio Antonio Lucini III marchese di Besate  |  |  |       |  |  |                                    |  |  |                                         |  |
|                                                |                                               | Giovanni Pietro Lucini                      | Giulio Antonio Lucini III marchese di Besate  |  |  |       |  |  |                                    |  |  |                                         |  |
|                                                |                                               | Giovanni Pietro Lucini                      | Teresa Archinto                               |  |  |       |  |  |                                    |  |  |                                         |  |
| Margherita Lucini                              |                                               | Giovanni Pietro Lucini                      |                                               |  |  |       |  |  |                                    |  |  |                                         |  |
|                                                |                                               | Maria Gambarana                             | Gaetano Gambarana conte palatino              |  |  |       |  |  |                                    |  |  |                                         |  |
|                                                |                                               | Maria Gambarana                             | Gaetano Gambarana conte palatino              |  |  |       |  |  |                                    |  |  |                                         |  |
|                                                |                                               | Maria Gambarana                             | Margherita Maria Gallarati                    |  |  |       |  |  |                                    |  |  |                                         |  |
| Francesco Arese Lucini VII conte di Barlassina |                                               | Maria Gambarana                             |                                               |  |  |       |  |  |                                    |  |  |                                         |  |
|                                                | Federico II Fagnani III marchese di Gerenzano | Giacomo I Fagnani II marchese di Gerenzano  |                                               |  |  |       |  |  |                                    |  |  |                                         |  |
|                                                | Federico II Fagnani III marchese di Gerenzano | Giacomo I Fagnani II marchese di Gerenzano  |                                               |  |  |       |  |  |                                    |  |  |                                         |  |
|                                                | Federico II Fagnani III marchese di Gerenzano | Marianna Stampa                             |                                               |  |  |       |  |  |                                    |  |  |                                         |  |
| Giacomo II Fagnani IV marchese di Gerenzano    | Federico II Fagnani III marchese di Gerenzano |                                             |                                               |  |  |       |  |  |                                    |  |  |                                         |  |
|                                                |                                               | Rosa Gaspara Clerici                        | Giorgio Clerici III marchese di Cavenago      |  |  |       |  |  |                                    |  |  |                                         |  |
|                                                |                                               | Rosa Gaspara Clerici                        | Giorgio Clerici III marchese di Cavenago      |  |  |       |  |  |                                    |  |  |                                         |  |
|                                                |                                               | Rosa Gaspara Clerici                        | Barbara Barbavara                             |  |  |       |  |  |                                    |  |  |                                         |  |
| Antonia Barbara Fagnani                        |                                               | Rosa Gaspara Clerici                        |                                               |  |  |       |  |  |                                    |  |  |                                         |  |
|                                                |                                               | Pietro Maria Brusati II marchese di Settala | Giovanni Pietro Brusati I marchese di Settala |  |  |       |  |  |                                    |  |  |                                         |  |
|                                                |                                               | Pietro Maria Brusati II marchese di Settala | Giovanni Pietro Brusati I marchese di Settala |  |  |       |  |  |                                    |  |  |                                         |  |
|                                                |                                               | Pietro Maria Brusati II marchese di Settala | …                                             |  |  |       |  |  |                                    |  |  |                                         |  |
| Costanza Brusati                               |                                               | Pietro Maria Brusati II marchese di Settala |                                               |  |  |       |  |  |                                    |  |  |                                         |  |
|                                                |                                               | Antonia Solaro                              | Giulio Cesare Solaro                          |  |  |       |  |  |                                    |  |  |                                         |  |
|                                                |                                               | Antonia Solaro                              | Giulio Cesare Solaro                          |  |  |       |  |  |                                    |  |  |                                         |  |
|                                                |                                               | Antonia Solaro                              | Giovanna Galli                                |  |  |       |  |  |                                    |  |  |                                         |  |
|                                                |                                               | Antonia Solaro                              |                                               |  |  |       |  |  |                                    |  |  |                                         |  |